# Protestas en Karakalpakistán de 2022
Las protestas en Karakalpakistán de 2022 estallaron el 1 de julio en la República de Karakalpakistán, Uzbekistán, por las enmiendas propuestas por el presidente uzbeko Shavkat Mirziyoyev a la Constitución de Uzbekistán que habrían puesto fin al estatus de Karakalpakistán como región autónoma de Uzbekistán y al derecho a separarse de Uzbekistán mediante referéndum. Un día después de que comenzaran las protestas en la capital de Karakalpakistán, Nukus, el presidente Mirziyoyev retiró las enmiendas constitucionales. El gobierno de Karakalpakistán afirmó que los manifestantes habían intentado asaltar edificios gubernamentales. A pesar de las concesiones otorgadas por el gobierno uzbeko para preservar la autonomía de Karakalpakistán, las protestas continuaron creciendo y el 2 de julio se bloqueó el acceso a Internet en todo Karakalpakistán, y el presidente Mirziyoyev declaró el estado de emergencia en la región.

## Antecedentes
Karakalpakistán es una república autónoma ubicada dentro de Uzbekistán y es la tierra de la etnia karakalpaka, un pueblo de habla turca, perteneciente al grupo de los túrquicos noroccidentales y que sólo suma aproximadamente 752 000 individuos, es decir, el 2.2 % de la población de Uzbekistán. A lo largo de la historia, el territorio de Karakalpakistán había estado bajo el control de varios imperios antes de formar su propia identidad actual alrededor del siglo XVII como una confederación separada de tribus nómadas que inicialmente pertenecían al kanato kazajo, lo que dio como resultado que los karakalpakos tuvieran lazos culturales más estrechos con los kazajos en términos de costumbres, cultura material y lenguaje contrario a los uzbekos.

## Reacciones
- Bielorrusia: En una reunión previa al Día de la Independencia de Bielorrusia, el presidente Aleksandr Lukashenko dijo que los extranjeros, principalmente occidentales, estaban desempeñando un papel en las manifestaciones y señaló similitudes con las protestas y los disturbios kazajos de 2022. En referencia a la influencia de China en la región, Lukashenko afirmó que «Asia Central, al igual que nosotros, está atrapada entre dos fuegos: los europeos y los estadounidenses por un lado y China por el otro. China está ayudando a Asia Central a sobrevivir, a resistir. La lucha será en Asia Central en un futuro próximo. Los síntomas de esto ya se han hecho evidentes».[8]

- China: En una rueda de prensa, el portavoz del Ministerio de Asuntos Exteriores de China Zhao Lijian declaró que China apoya al gobierno uzbeko en el mantenimiento de la estabilidad nacional y que Uzbekistán mantendrá la tranquilidad y unidad bajo el liderazgo del presidente Mirziyoyev.[9]

- Unión Europea: La Unión Europea expresó su preocupación por los acontecimientos en Karakalpakistán, instando a todas las partes a mostrar moderación y diciendo: "La Unión Europea insta a las autoridades a garantizar los derechos humanos, incluidos los derechos fundamentales a la libertad de expresión y libertad de reunión, en consonancia con los compromisos internacionales de Uzbekistán."[10]

- India: El portavoz del Ministerio de Asuntos Exteriores de la India, Arindam Bagchi, emitió una declaración apoyando los esfuerzos del gobierno uzbeko para restaurar la ley y el orden y evitar una mayor escalada de la situación. También ofreció sus condolencias a quienes han fallecido en las protestas.[11]

- Turquía: El Ministerio de Asuntos Exteriores turco expresó su confianza en que el gobierno y el pueblo de Uzbekistán resuelvan los problemas con "sentido común y en una atmósfera de paz y tranquilidad". El Ministerio de Asuntos Exteriores también afirmó que conceden gran importancia a la estabilidad y prosperidad de Uzbekistán.[12]

- Estados Unidos: El portavoz del Departamento de Estado de EE. UU. Ned Price instó a las autoridades uzbekas a "proteger todos los derechos fundamentales, incluidas la reunión y la expresión pacíficas" y pidió una investigación sobre la violencia.